# Frères Zografi
Les frères Kostandin Zografi et Athanas Zografi (ou comme on les appelait localement, Kostë et Thanas Korçari) sont des peintres albanais du XVIIIe siècle originaires de Dardhë, dans l'actuelle municipalité de Korçë, dans le sud de l'Albanie (alors Empire ottoman).
Ils sont considérés comme les peintres les plus éminents de l'art des icônes albanais post-byzantin du XVIIIe siècle et généralement de la région de l'Épire. Avec David Selenica, Kostandin Shpataraku, Terpo Zografi, Efthim Zografi, Joani Çetiri (en), Naum Çetiri, Gjergji Çetiri, Nikolla Çetiri et Ndin Çetiri, ils représentent l'école de peinture de Korçë,.

## Travaux
Les frères Zografi ont décoré de leurs peintures plusieurs églises et monastères orthodoxes dans tout le centre et le sud de l'Albanie moderne, ainsi que sur le mont Athos. En particulier, leurs peintures et fresques à Moscopole, notamment dans l'église Saint-Athanase (en albanais : Kisha e Shën Thanasit), et le monastère des Saints Côme et Damien à Vithkuq sont d'une valeur unique. Ils étaient actifs dans la période 1736-1783 et signaient généralement leurs œuvres en grec « Par les mains de Konstantinos et Athanasios de Korytsa (Korçë) » (en grec moderne : Δια χειρός Κωνσταντίνου και Αθανασίου από Κορυτσά). Konstantinos a signé plusieurs de ses œuvres (généralement des icônes portables) comme "Κωνσταντίνος Aρβανίτης" (alias Konstantinos l'Albanais). Leur nom de famille, Zografi, signifie « peintre » en grec moderne : Ζωγράφος, Zografos.

## Technique
L'œuvre des frères Zografi présente une tendance marquée vers le baroque, avec des représentations linéaires de personnages religieux, tout en adoptant un style ornemental utilisant une grande variété de couleurs brunes et vives,. Les principales couleurs utilisées dans leurs œuvres sont le blanc, le bleu vif et le rouge foncé.
Les frères Zografi et David Selenica ont continué la tradition de l'art paléologue qui a été relancée au mont Athos au XVIIIe siècle.

## Sources
- (de) Karin Kirchhainer, « Das Ossuarium des Petrus- und Paulus- Kloster in Vithkuq (Nordepirus) und seine Freskendekoration (1750) », Makedonika, vol. 34, no 4,‎ 2003, p. 149–208 (DOI 10.12681/makedonika.872, lire en ligne, consulté le 4 juillet 2010)